# Corinna pictipes
Corinna pictipes là một loài nhện trong họ Corinnidae.
Loài này thuộc chi Corinna. Corinna pictipes được Richard C. Banks miêu tả năm 1909.